# Majdany Wielkie
Majdany Wielkie (deutsch Groß Altenhagen) ist ein Ort in der polnischen Woiwodschaft Ermland-Masuren. Er gehört zur Gmina Miłomłyn (Stadt-und-Land-Gemeinde Liebemühl) im Powiat Ostródzki (Kreis Osterode in Ostpreußen).

## Geographische Lage
Majdany Wielkie liegt im Westen der Woiwodschaft Ermland-Masuren, 16 Kilometer nordwestlich der Kreisstadt Ostróda (deutsch Osterode in Ostpreußen).

## Geschichte
Im Jahre 1322 verlieh Luther von Braunschweig, der Komtur von Christburg (polnisch Dzierzgoń), dem Dorf Aldenhayn (vor 1785 Altenhagen, vor 1871 Groß Altenhagen genannt) die Handfeste.
Von 1874 bis 1945 war Groß Altenhagen in den Amtsbezirk Amalienruh im Kreis Osterode in Ostpreußen eingegliedert. Am 4. Dezember 1876 wurde das Grundstück Klein Altenhagen nach Groß Altenhagen einbezogen. Im Jahre 1910 zählte Groß Altenhagen 473 Einwohner.
Am 15. November 1928 verlor das Gutsdorf Amalienruh (polnisch Malinnik) seine Eigenständigkeit und wurde nach Groß Altenhagen eingemeindet. Zum Dorf gehörten außerdem die Ortsteile Charlottenhof (polnisch Wólka Majdańska), Klein Altenhagen (Majdany Małe) und Skerpen (Skarpa), so dass Groß Altenhagen im Jahre 1933 insgesamt 571 Einwohner und 1939 insgesamt 489 Einwohner zählte.
In Kriegsfolge wurde 1945 das gesamte südliche Ostpreußen an Polen überstellt. Groß Altenhagen erhielt die polnische Namensform „Majdany Wielkie“ und ist heute eine Ortschaft im Verbund der Stadt-und-Land-Gemeinde Miłomłyn (Liebemühl) im Powiat Ostródzki (Kreis Osterode in Ostpreußen), von 1975 bis 1998 der Woiwodschaft Olsztyn, seither der Woiwodschaft Ermland-Masuren zugehörig.

## Kirche
Groß Altenhagen war bis 1945 in die evangelische Pfarrkirche  Liebemühl in der Kirchenprovinz Ostpreußen der Kirche der Altpreußischen Union, außerdem in die römisch-katholische Kirche Osterode i. Ostpr. eingegliedert.
Heute gehört Majdany Wielkie katholischerseits zur Pfarrei St. Bartholomäus in Miłomłyn im Bistum Elbląg, sowie zur Kirche Ostróda in der Diözese Masuren der evangelisch-augsburgischen Kirche.

## Verkehr

### Straße
An der nordöstlichen Ortsgrenze von Groß Altenhagen verläuft die Schnellstraße 7 (auch: Europastraße 77). Die nächste Anschlussstelle ist Miłomłyn-Połnóc.
Majdany Wielkie selbst liegt an einer Nebenstraße, die die beiden Mittelzentren Miłomłyn (Liebemühl) und Zalewo (Saalfeld) verbindet. Außerdem verbinden kleine Straßen den Ort mit der Nachbarregion.

### Schiene
Majdany Wielkie verfügt über keine Anbindung an den Bahnverkehr mehr. Zwischen 1908 und 1945 was Groß Altenhagen Bahnstation an der Bahnstrecke Elbing–Osterode (Ostpr.)–Hohenstein, die in Kriegsfolge stillgelegt und deren Anlagen zwischenzeitlich größtenteils demontiert worden sind.